# Đại học quốc lập Cao Hùng
Đại học quốc gia Cao Hùng (viết tắt: NUK; tên tiếng Anh: National University of Kaohsiung) là một trường đại học quốc lập hàng đầu tọa lạc tại quận Nam Tử, Cao Hùng (楠梓區), Đài Loan. Trường nằm gần ngã ba có hầm chui của Quốc lộ 1 và cách sân bay quốc tế Cao Hùng 20 km.

## Lịch sử
Đại học quốc gia Cao Hùng được thành lập tháng 2 năm 2000 bởi chính phủ Đài Loan, nhằm mục đích thu hẹp khoảng cách trong giáo dục giữa miền nam và miền bắc Đài Loan, thúc đẩy sự phát triển vượt trội nền kinh tế của khu vực phía Nam. Đại học quốc gia Cao Hùng là Học viện dẫn đầu về chất lượng giảng dạy và nghiên cứu ở khu vực phía Nam Đài Loan. Trường có tuổi đời khá non trẻ, nhưng đã đạt được những thành tựu đáng nể, xếp thứ hạng cao trên những bảng phân loại quốc gia và thế giới. Trường có 25 khoa và 7 viện nghiên cứu sinh. Năm 2006, số thí sinh dự thi vào viện nghiên cứu sinh tăng 9% so với năm 2005. Khoa Kinh Tế Học Ứng Dụng của trường được đánh giá cao trên các bảng xếp hạng học thuật thế giới. Đại học quốc lập Cao Hùng là tổ chức giáo dục đại học đầu tiên tại Đài Loan xây dựng liên kết với Liên Hợp Quốc, phổ biến và tuân thủ 17 giá trị phát triển bền vững SDGs.
Năm 2006, 2007, 2015-2016, trường được trao giải thưởng "Chương trình giảng dạy xuất sắc bậc Đại Học" của Bộ Giáo Dục & Đào Tạo Đài Loan. Năm 2018, trường được trao giải "Higher Education Intensive Project" và "Higher Deep Education Cultivation Project".
Trường được chính phủ tích cực đầu tư, rót vốn và đang dần hoàn thiện từng phần, với mục tiêu ban đầu trở thành học viện nghiên cứu xuất sắc, dẫn đầu khu vực phiá Nam.
Theo dự án của chính phủ, tháng 8 năm 2018, trường sẽ mở rộng hệ thống khoa ngành thêm 2 đơn vị: Khoa Kiến Trúc; Khoa Thiết Kế Đồ Hoạ và Sáng Tạo.
Theo xếp hạng học thuật của Times Higher Education, Đại học Quốc lập Cao Hùng xếp thứ hạng top 201-300 trường đại học có ảnh hưởng lớn nhất thế giới, đứng vị trí 56 trên bảng xếp hạng Best Young Universities 2019: Millennials - đồng thời là đại học trẻ duy nhất tại Đài Loan có mặt trên bảng xếp hạng danh giá này.

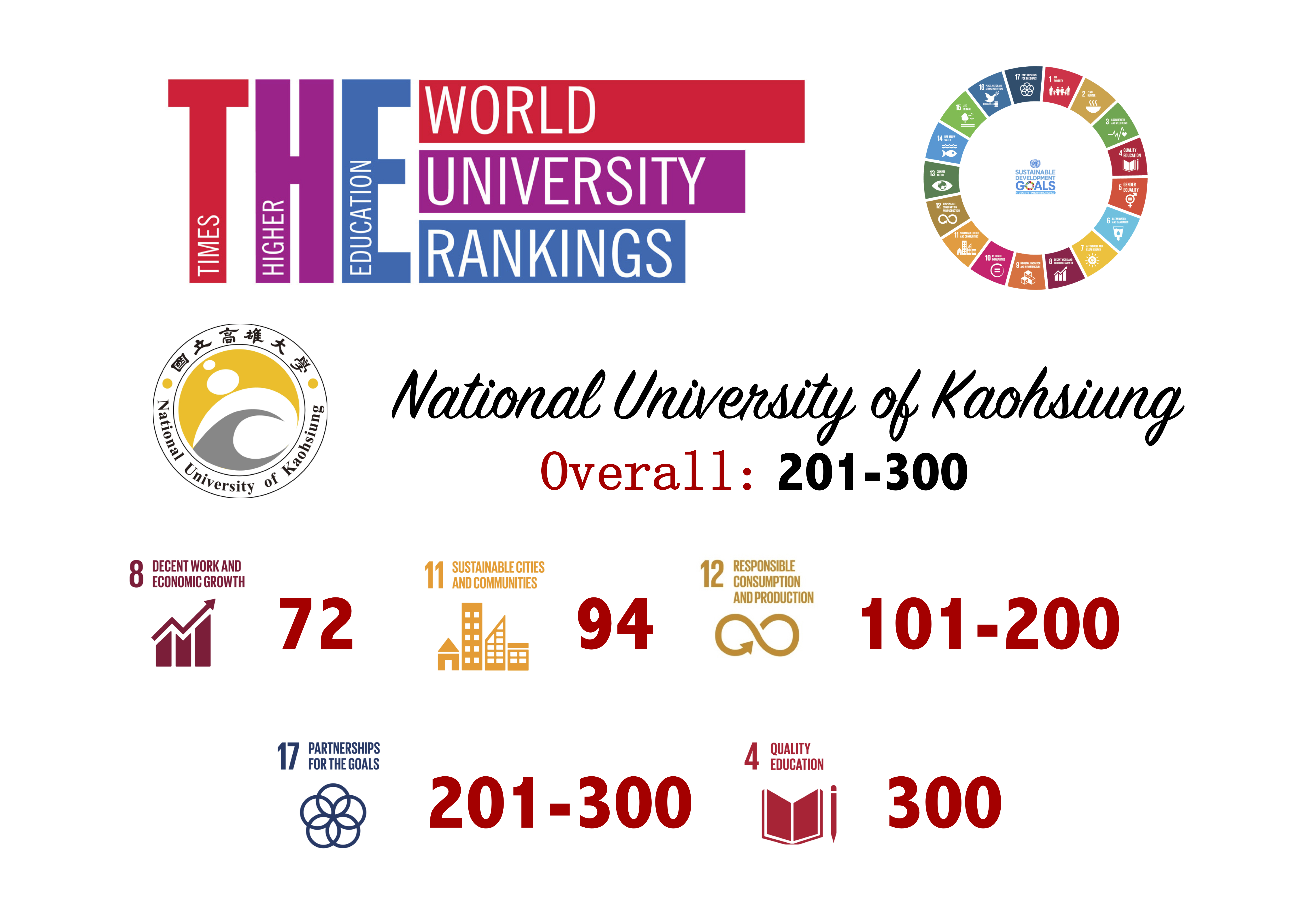
Academic Ranking 2019

## Đặc điểm
Một tính năng khác thường ở Đại học quốc gia Cao Hùng là không gian mở của trường: không có bức tường trên ranh giới của trường. Cư dân sống xung quanh trường này thường đi bộ đến trường hoặc tập thể dục bằng cách sử dụng thiết bị trong phòng tập thể dục. Đa dang sinh học cũng là một đặc điểm nổi bật của trường, có tới 60 loài cá khác nhau trong khu Công Viên Nước của trường.

## Liên kết quốc tế
Hiện tại, Đại học Quốc gia Kaohsiung đã thiết lập liên kết ‘partner universities’ với 295 trường đại học và viện nghiên cứu danh tiếng tại khắp các châu lục (trừ Châu Phi). Sinh viên hệ Cử Nhân của trường từ năm học thứ hai có thể đăng kí trao đổi ở các trường Đại học lớn tại Hàn Quốc, Nhật Bản, Thái Lan, Úc, Singapore, Mĩ, Anh, Đức, Ý, Liên Bang Nga, Phần Lan, Áo, Tây Ban Nha, Colombia, ... với nhiều mức học bổng hỗ trợ từ trường và chính phủ Đài Loan.

## Hệ thống khoa ngành

### Cử nhân

#### Viện Hàn Lâm Khoa Học Xã Hội & Nhân Văn
Khoa Ngôn ngữ và Văn học phương Tây [Anh-Mỹ học, Đức học, Pháp học, Tây Ban Nha học]; (*)
Khoa Ngôn ngữ và Văn học các nước Đông Á [Nhật Bản học, Hàn Quốc học; Thái Lan học; Việt Nam học]; (*)
Khoa Thủ công mỹ nghệ truyền thống và Thiết kế sáng tạo; (*)
Khoa Nghiên cứu sức khỏe; (*)
Khoa Kiến trúc; (*)
Khoa Thiết kế đồ hoạ và Sáng tạo; (*)

#### Viện Luật Học
Khoa Luật; (*)
Khoa Luật hành chính; (*)
Khoa Luật kinh tế và tài chính; (*)

#### Viện Quản Lí
Khoa Kinh tế ứng dụng; (*)
Khoa Quản lý kinh doanh và công nghiệp Châu Á – Thái Bình Dương; (*)
Khoa Tài chính; (*)
Khoa Quản trị thông tin; (*)

#### Viện Khoa Học Tự Nhiên
Khoa Toán học ứng dụng; (*) (**)
Khoa Hoá học ứng dụng; (*)
Khoa Vật lý ứng dụng; (*)
Khoa Khoa học sự sống; (*)

#### Viện Kĩ Thuật
Khoa Kỹ thuật điện; (*) (**)
Khoa Kỹ thuật môi trường và dân dụng; (*)
Khoa Kỹ sư địa chất và hóa học; (*)
Khoa Khoa học máy tính và Kỹ thuật thông tin; (*)

### Thạc Sĩ
Mục Cử Nhân có dấu (*);
Khoa Quản Trị Kinh Doanh Quốc Tế dành cho hệ Thạc sĩ [IMBA];
Học Viện Quản Trị Kinh Doanh [IBA];
Khoa Quản Lí Doanh Nghiệp Tổng Quát [EMBA];
Khoa Quản Trị Doanh Nghiệp Tổng Quát Quốc Tế [IEMBA];

## Cơ sở vật chất và khuôn viên trường

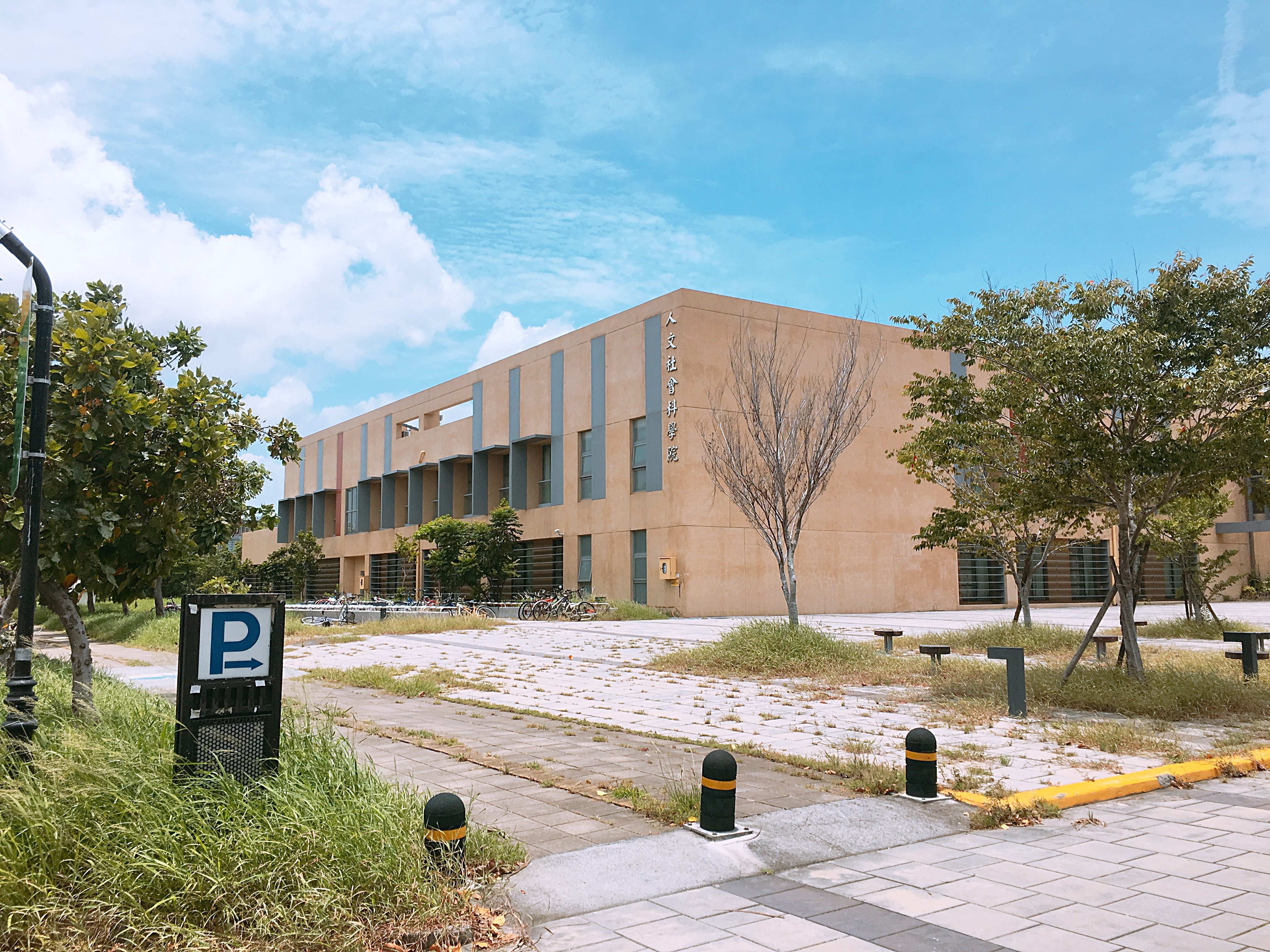
Viện Hàn Lâm KHXH&NV

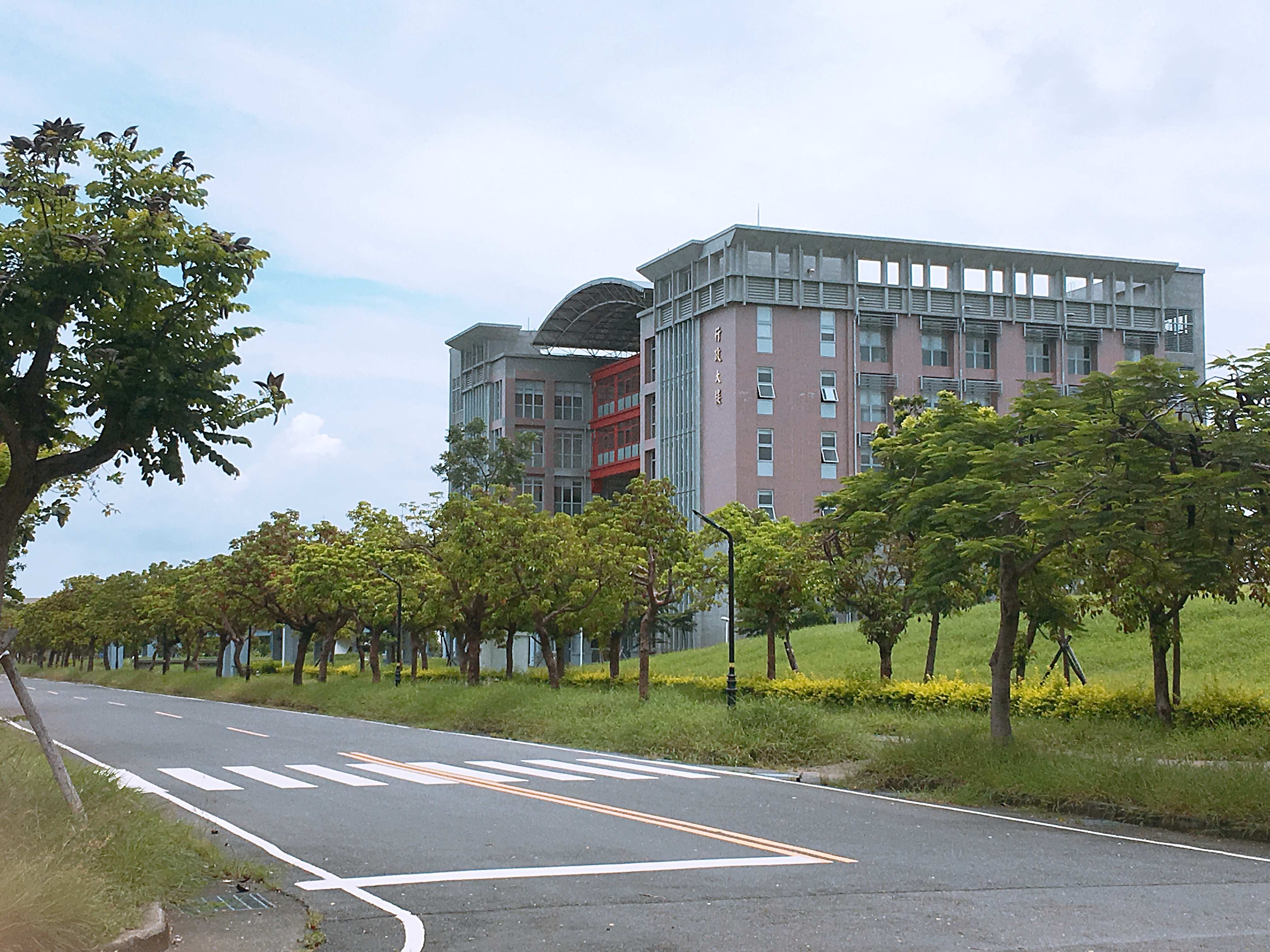
Toà Hành Chính

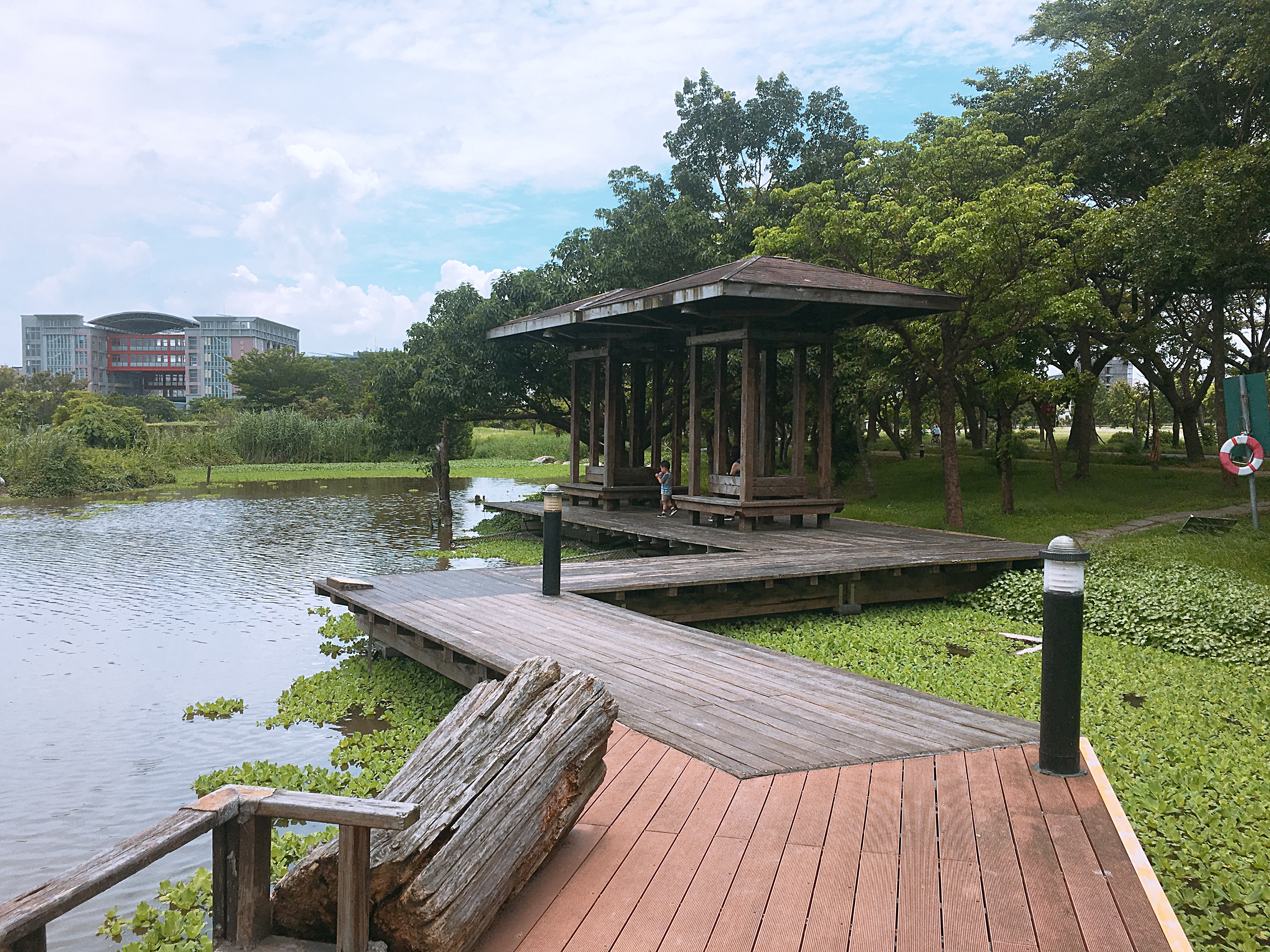
Hồ sinh thái

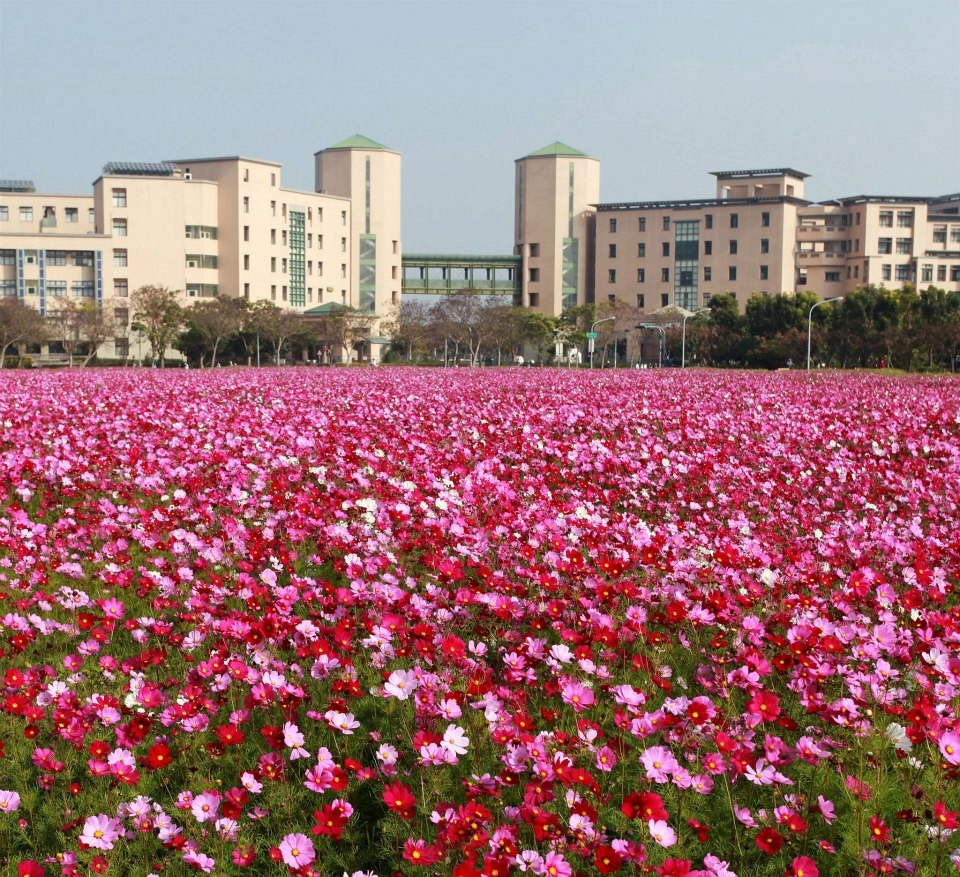
Vườn hoa cánh bướm

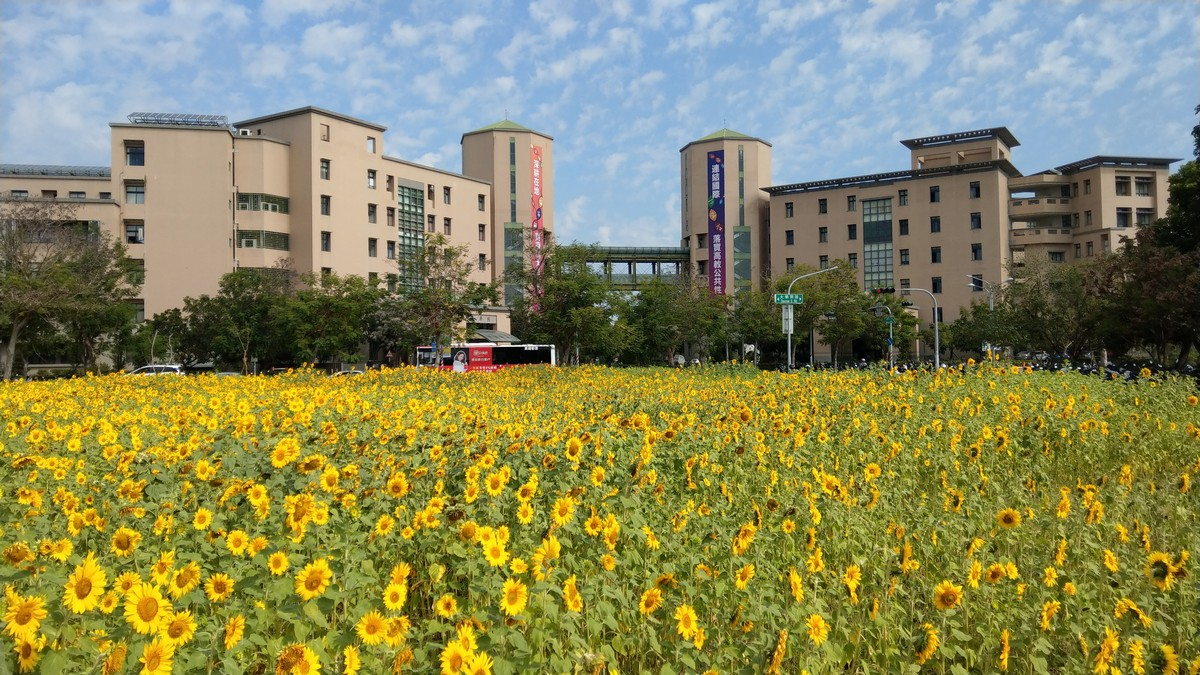
Vườn hoa hướng dương

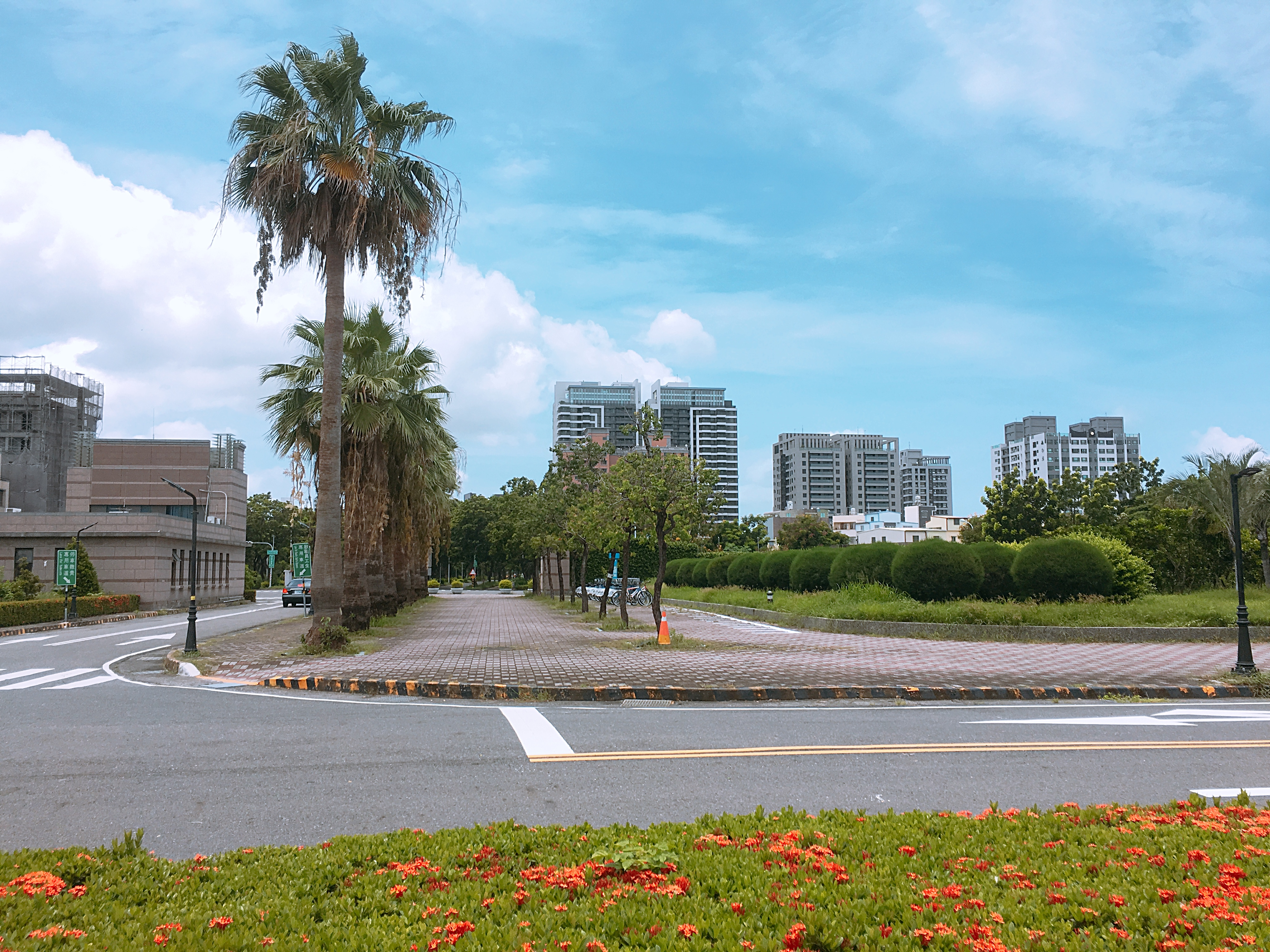
Khu vực đi bộ

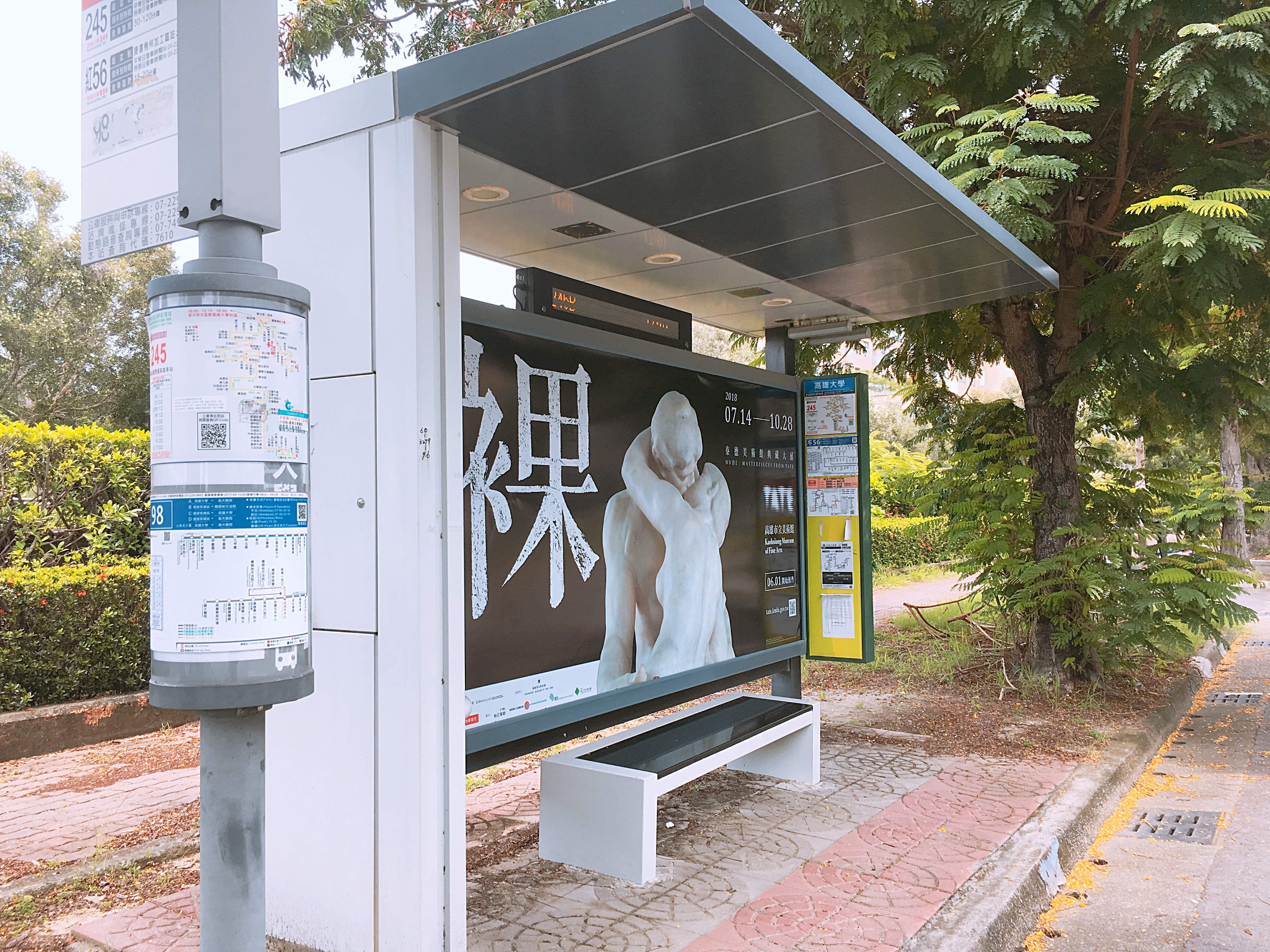
Khu vực đợi bus

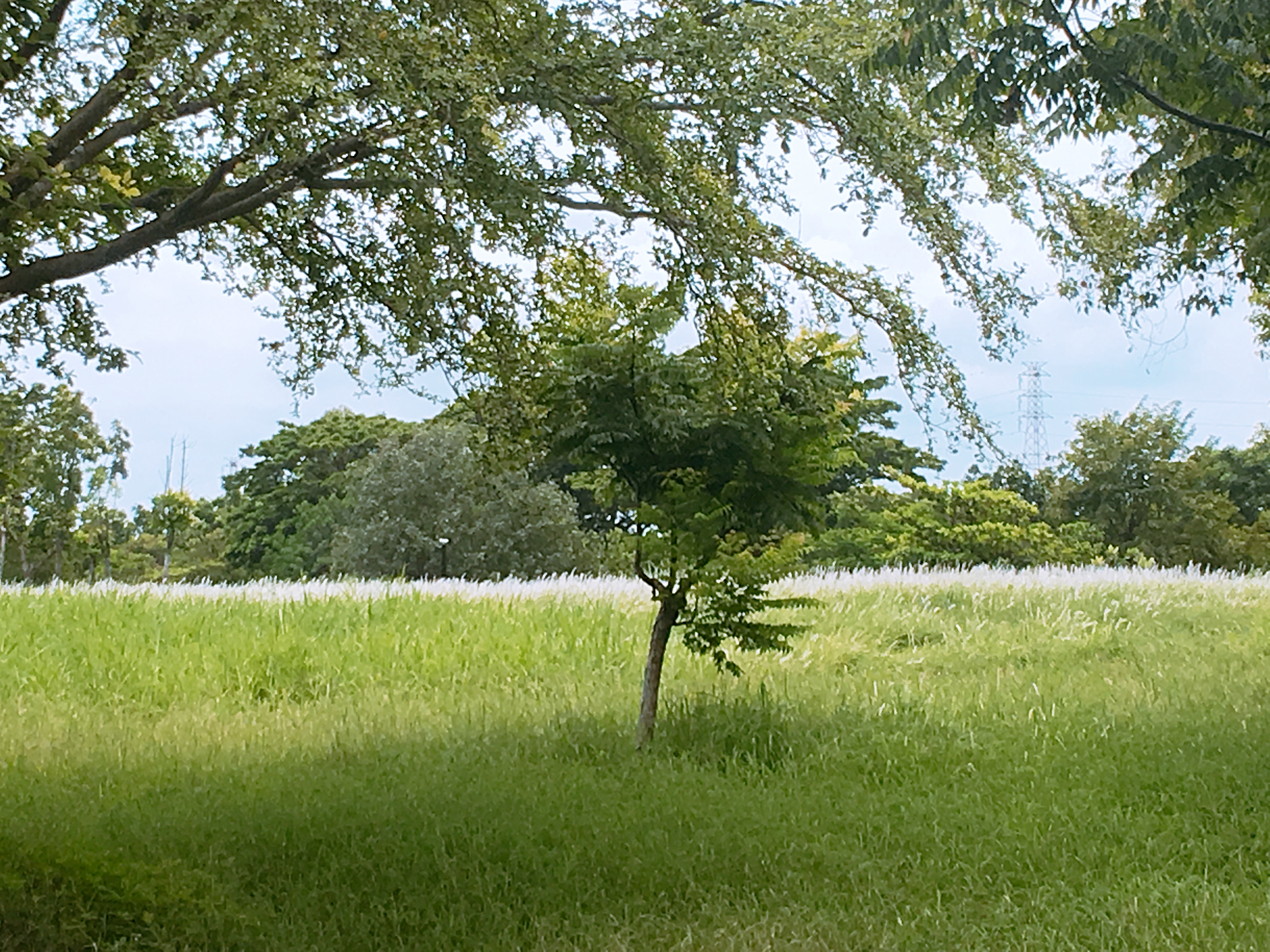
Đồi bông lau

Khu vực BBQ và dã ngoại

Khuôn viên đi bộ

### Tiến Sĩ
Mục Cử Nhân có dấu (**).